# Boggy Peak
Boggy Peak (2009-2016: Mount Obama) is een 402 meter hoge berg in het zuiden van het eiland Antigua in Antigua en Barbuda. Het is het hoogste punt van het land. De berg is een onderdeel van het Shekerleygebergte. Op 4 augustus 2009 werd de berg vernoemd naar president Barack Obama , maar in 2016 is deze naamsverandering ongedaan gemaakt.

## Overzicht
Boggy Peak is een dode vulkaan die tussen de 7 en 20 miljoen jaar geleden voor het laatst is uitgebarsten. Aan de voet van de berg bevinden zich ananas- en mangovelden. Het hogere gedeelte van de berg is bedekt met dicht struikgewas. Op de top van Boggy Peak bevindt zich een telecommunicatiemast. De berg is eenvoudig te beklimmen. Er staan hekken rondom de mast waardoor er geen goed uitzicht is.